# 熊州 (河南省)
熊州（ゆうしゅう）は、中国にかつて存在した州。南北朝時代から唐初にかけて、現在の河南省洛陽市西部に設置された。

## 概要
東魏により設置された陽州を前身とする。558年（明帝2年）、北周により熊州と改称された。隋のとき、宜陽郡に属する宜陽県・甘棠県・昌洛県と同軌郡に属する熊耳県・澠池県と新安郡に属する新安県・東垣県の3郡7県を管轄した。605年（大業元年）に廃止され、管轄県は洛州に移管された。
618年（武徳元年）、唐により宜陽郡が熊州と改められた。熊州の澠池県と東垣県が穀州に編入された。620年（武徳3年）、熊州の永寧県が分離されて、函州が置かれた。621年（武徳4年）、唐が王世充を平定すると、熊州は洛州総管府に属した。625年（武徳8年）、函州が廃止されて、永寧県が熊州に復帰した。627年（貞観元年）、熊州は廃止された。